# Basilio Fumo

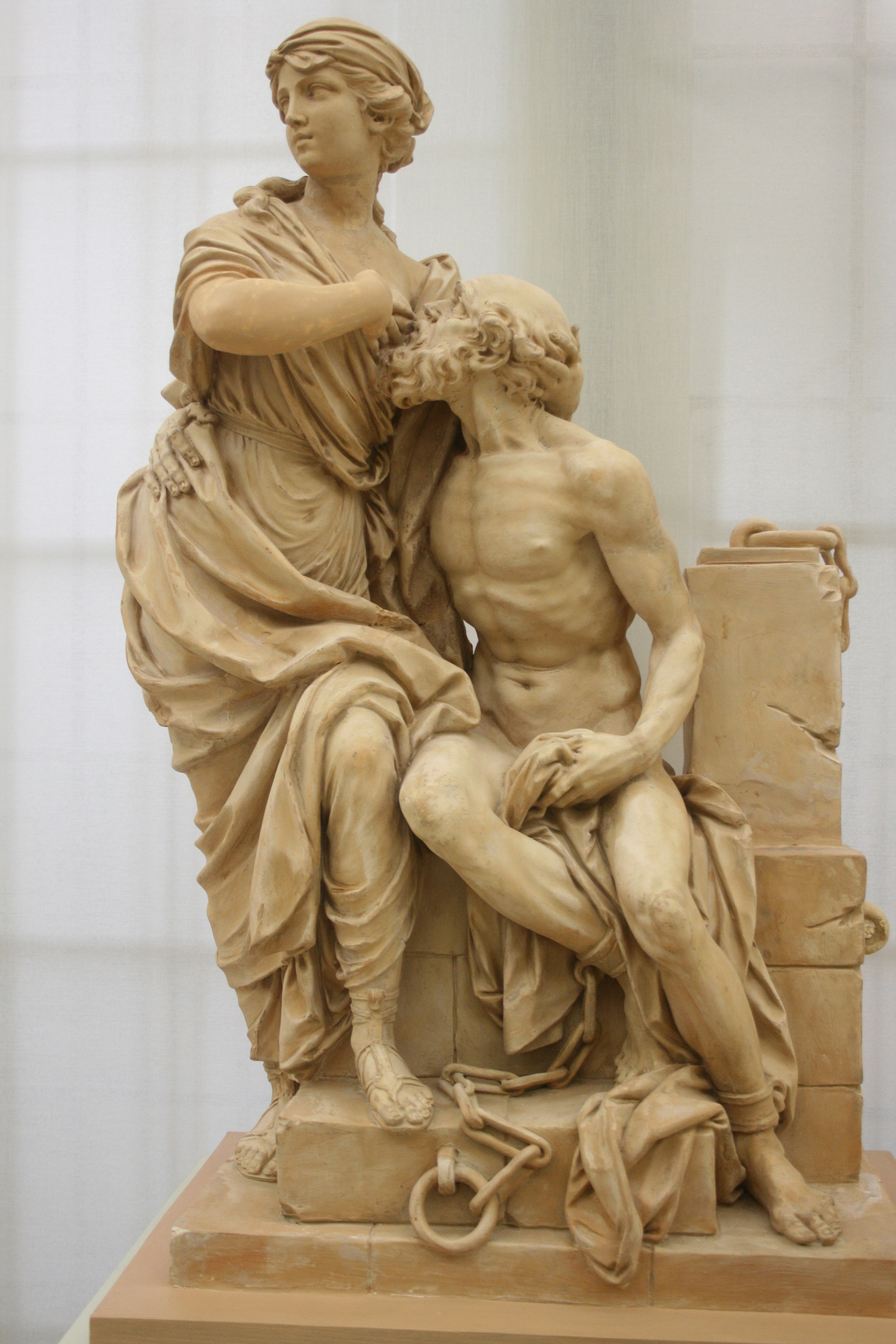
Basilio Fumo, La caridad romana, 1779. Barro cocido, 69 x 45 x 25 cm. Madrid, Real Academia de Bellas Artes de San Fernando.

Basilio Fumo Capucho (Nápoles, 1732-Madrid, 1797), escultor italiano afincado en Madrid donde ejerció como director del obrador de escultura de la Real Fábrica de Porcelana del Buen Retiro.
Hijo de Gaetano —o Cayetano— Fumo, empleado de la fábrica de porcelana de Capodimonte en Nápoles, y de Inés Capucho, llegó a Madrid en 1759 acompañando a su padre para trabajar ambos en la manufactura del Buen Retiro. En 1779 fue admitido como académico de mérito en la Real Academia de Bellas Artes de San Fernando por el grupo en barro cocido de La caridad romana, presentado para su recepción como académico, en el que ofrecía su interpretación de la historia relatada por Valerio Máximo del anciano Cimón amamantado en la cárcel en la que había sido condenado a morir de inanición por su hija Pero. Su aproximación al tema de la caridad romana, tratado con alguna frecuencia en la pintura barroca y menos en la escultura, sirvió también de modelo para una figura de porcelana de las producidas en la Real Fábrica conservada en el Museo Arqueológico Nacional.
De su actividad artística se conocen, además, dos dibujos a tinta, lápiz y acuarela con dos modelos de mesas de pared cada uno, relacionados con los soportes en bronce para las consolas con tableros de piedras duras elaborados en el Real Laboratorio de Piedras Duras de la Real Fábrica del Buen Retiro, como los conservados en el Museo del Prado. Con motivo de una visita de los reyes a la fábrica de porcelana o «de la china», como era conocida popularmente, el Diario curioso, erudito, económico y comercial del 11 de agosto de 1786 aludía a esos pies de bronce elaborados según la invención de Basilio Fumo por Juan Bautista Ferroni.
Viudo de Antonia Teresa de Zabagno, natural de Padua, se casó el 29 de enero de 1767 con la madrileña María López en la parroquia de San Sebastián, en la que fue enterrado a su muerte, el 20 de junio de 1797.